# Раджа Али Хаджи
Раджа Али Хаджи (полное имя и фамилия — Раджа Али Хаджи бин Раджа Хаджи Ахмад (индон. Raja Ali Haji bin Raja Haji Ahmad); 1808, Селангор, Британская Малайя — 1873, Остров Пененгат (ныне Кепулауан-Риау, Индонезия) — малайский поэт, литератор и историограф. Национальный герой Индонезии (2004).

## Биография
Представитель народа бугисов. Дальний потомок султана Селангора.
Принял участие в том, чтобы в середине XIX-го века провинция Риау стала интеллектуальным центром малайского мира.
Автор исторических работ «Происхождение малайцев и бугов» («Silsilah Mělayu dan Bugis», ок. 1860), «Бесценный дар» («Tuhfat al-Nafis», ок. 1865), а также поэмы «Шаир Абдул Мулук» («Shair Abdul Muluk»), сборника дидактических двустиший «Гуриндамы в 12 разделах» («Gurindam dua-bělas»).
Раджа Али Хаджи — составитель первой национальной грамматики малайского языка («Bustan al-Katibin», ок. 1850), а также первого толкового словаря малайского языка («Kitab pěngětahuan bahasa»), доведенного до буквы «джайн» (ок. 1858).

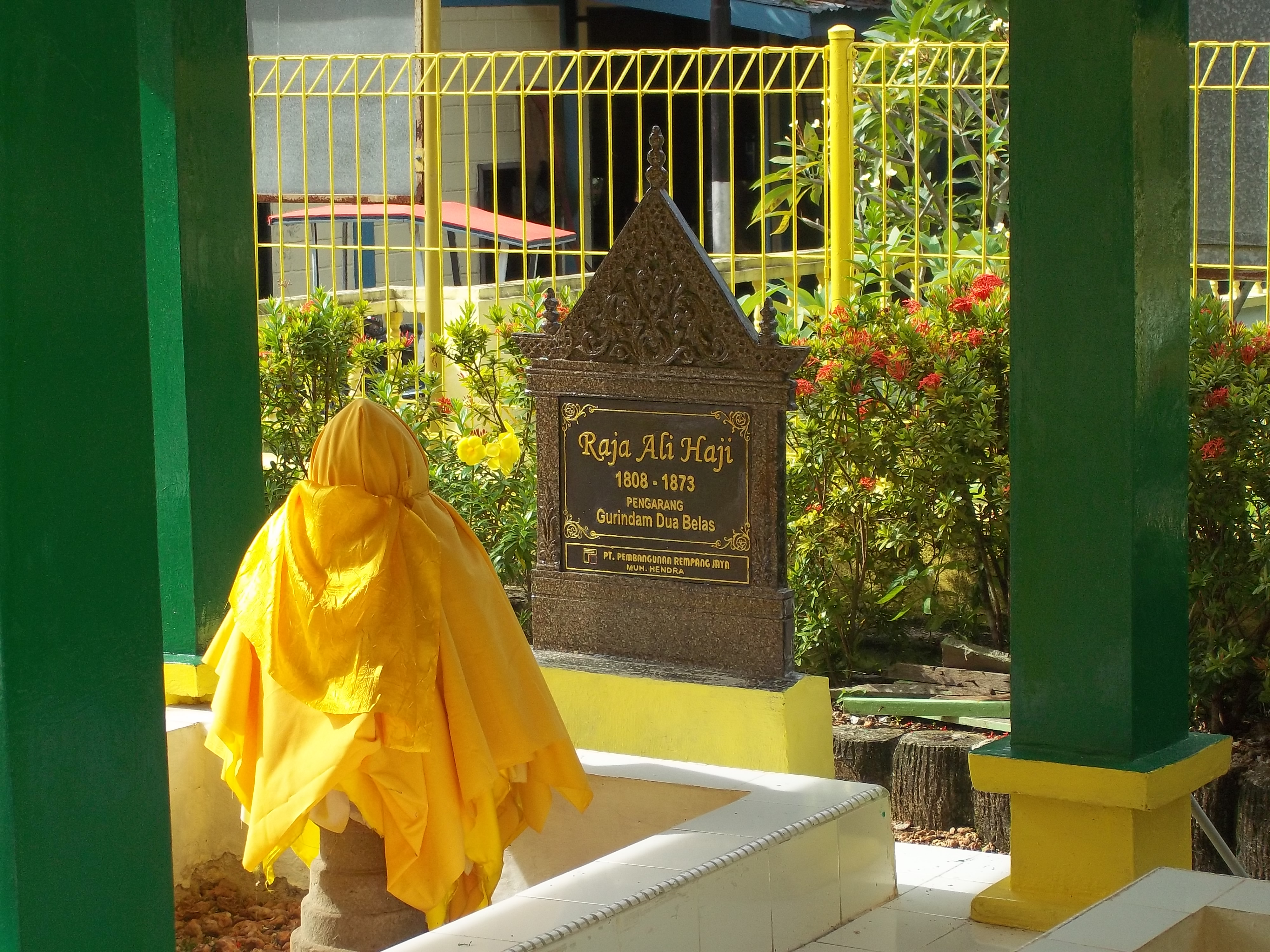
Могила Али Хаджи на о. Пененгат

## Избранная библиография
Поэмы
- 1847: Syair Abdul Muluk
- 1847: Gurindam Dua Belas

Проза
- 1860-е: Tuhfat al-Nafis
- 1865: Silsilah Melayu dan Bugis

Другие работы
- 1857: Bustan al-Kathibin
- 1850-е: Kitab Pengetahuan Bahasa
- 1857: Intizam Waza’if al-Malik
- 1857: Thamarat al-Mahammah